# منارة أم القرون
منارة أم القرون أو منارة القرون موقع تاريخي عراقي في مقاطعة الشبكة رقم 1 في ناحية الشبكة في محافظة النجف في بادية العراق، كانت منارة طريق إرشادية للهداية للطريق البري. وتعد منارات الطرق من المعالم المهمة، وتقام بين مراحل معلومة على الطرق البرية، وظيفتها الدلالة وهداية السابلة، والقوافل التجارية وقوافل الحج إلى مكة، وآلية عملها في طريقة الدلالة هو بطريقة إشعال النيران ليلاً، وتدخن الدخاخين نهاراً، لترى من مسافات بعيدة من قبل المسافرين لتهديهم الطريق الصحيح.
سُجلت منارة أم قرون موقعاً أثرياً لدى وزارة الثقافة العراقية، وذُكر سنة 2022 أن الحكومة العراقية ساعية إلى تأهيل أربعة مواقع من درب زبيدة، منها (محطة أم قرون)، لتسجيله ضمن لائحة اليونيسكو للتراث العالمي.

## الموقع
تقع منارة القرون جنوب غربي العراق (جزيرة العرب)، تبعد عن الكوفة حوالي 60 كيلو مترا، وجنوب خان الرحبة في ناحية الرحبة (الملغاة)، حوالي 15 كيلو مترا والرحبة تبعد عن النجف 35 كيلو مترا ومقدار ثلاثة أيام من موضع القادسية. وشقيقتها التي تسمى المنارة الموقدة والتي تقع على مسافة 40 كيلو متراً عن مركز محافظة كربلاء في صحرائها الغربية، وإلى يسار الطريق المؤدي إلى قضاء عين تمر وآثار حصن الأخيضر. وهي أيضًَا تقع إلى الجنوب الشرقي من محافظة الأنبار.

## البناء والشكل
المنارة أو البرج شيدت على شكل اسطواني، المساحة من القاعدة (5× 5) تقوم على قاعدة مربعة الشكل طول كل ضلع من أضلاعها (10) أمتار والقاعدة مزينة بحنايا زخرفية تنتهي بعقود نصف دائرية من الآجر بواقع ثلاثة حنايا في كل ضلع بعد القاعدة المربعة، يبدأ الشكل الاسطواني حيث يمتد إلى أعلى المنارة ولكنه مختلف في الزخارف الآجرية التي تزين كل قسم فالقسم الأول وعلى ارتفاع (2) متر يكون مصمتا وخاليا من الزخارف ثم يبدأ الإفريز الزخرفي الثاني، وهو على شكل كسرات متعاقبة وبارتفاع (2) متر أيضا ثم شريط زخرفي ثالث مكون من تداخل الطابوق فيما بينه بالتفنن في بناءه.
اما قمة المنارة فهي على شكل حنايا مقوسة إلى الداخل وفيها مزاغل لرمي السهام تنتهي بعقود اسطوانية مشابهة لما موجود في قاعدة المنارة، وارتفاع المنارة الحالي يبلغ (9) أمتار حيث توجد بعض الأجزاء المتساقطة من قمة المنارة.
وكما ذكرنا آنفاً ان قاعدة المنارة بنيت لارتفاع حوالي مترين تقريبا بالحجر المربع والمهذب، والبدن بني بالطابوق والجص، وهي ساقطة على الأرض الآن، وتمتد بطول اثنا عشر مترا، ويبدوا لها سلماً لا تزال بعض درجاته واضحة، ولا يوجد أثر لمبنى أو وحدة بنائية تابعة لها.
واما بنائها فذكر ياقوت الحموي في معجمه «هذه منارة بطريق مكة قرب واقصة  كان السلطان جلال الدولة ملك شاه بن ألب أرسلان خرج بنفسه يشيع الحاج في بعض سني ملكه فلما رجع عمل حلقة للصيد، فاصطاد شيئاً كثيراً من الوحوش. فأخذ قرون جميع ذلك وحوافره، فبنى بها منارة هناك»، وعددها أربعة آلاف قرن غزال، وقيل عشرة آلاف، وكان ذلك سنة 479 ه‍. ولكن ابن جبير كان أكثر دقة في وصف شكلها ومواد بنائها، نائياً بنفسه عن ذكر ماقيل عنها من خرافة مواد البناء، حيث وصفها قائلاً:«منارة القرون: منارة في بيداء الأرض لا بناء حولها، قد قامت في الهواء كأنها عمود مخروط من الآجر قد تداخل من الخواتيم الآجرية مثمنة ومربعة أشكال بديعة، ومن غريب أمرها انها مجلله كلها قرون غزلان مثبتة فيها فتلوح كظهر الشيهم. وللناس فيها خبر يمنع ضعف سنده من إثباته».

## التسمية
هناك منارة شيدت بنفس تصميم منارة أم القرون، وتسمى عند العامة باسم المنارة الموقدة أو الموجدة وهي تسمية مشتقة من إيقاد النار فوقها ليلاً لدلالة القوافل والحجيج على الطريق. وكذلك شقيقتها التي سماها العامة بمنارة أم گرون وقربها بركة ماء تحمل الاسم نفسه، وسميت قلعة أم القرون في مصادر أخرى. يبدوا ان تسميتها بام القرون قد جاءت من هذا الكلام الذي فيه نسج من الخيال والخرافة، حيث ذكرنا سابقاً مواد البناء ومكوناتها، ولكن يوجد وسط بدنها أشرطة زخرفية هندسية ونباتية وكتابية جصية وآجرية، مع بروز نتوءات من الطابوق لأغراض زخرفية حول بدن المنارة، تبدوا للناظر كأنها قرون، وقد تآكلت غالبيتها، فعليه ليس من المنطق العلمي والفن المعماري العربي بناء منارة من حوافر الوحوش وقرونها. ولا يستبعد بان المنطقة يكثر فيها صيد الغزلان، ولكن الأرجح أن أسمها جاء من النتوءات البارزة في بدنها، مع وجود بعض القرون التي غرست في بنائها، أي أنها لم تبنى بقرون وحوافر الدواب، ولكن رصفت القرون بين طابوق التغليف لبدن المنارة بمسافة (45 سم)، ويلاحظ بقايا عظمية متآكلة جداً في بعض الثقوب ذات عمق (3-5 سم)، وغرس القرون يتم بوضع الرؤوس الحادة في البناء.
وهذا ينسجم مع ما ذكر ابن بطوطة عند قدومه من الحج نحو العراق بقوله:«نزلنا موضعاً يعرف بمنارة القرون، وهي منارة في بيداء من الأرض بائنة الارتفاع مجللة بقرون الغزلان ولا عمارة حولها».

## منارة الليزر
ومحاكاة مع الإنارة التي تصدرها منارة ام القرون ليلاً، وهدفها هداية الناس إلى الطريق العام وموارد المياه لإنقاذهم من التيه والضياع والموت عطاشا في الصحراء.
تم وضع منارة ليزر في مناطق معينة من الصحراء السعودية، وتصدر هذه المنارات ضوءها الليزري ليلاً بالقرب من مصادر المياه وهي تضيء طريق المسافر في صحراء النفوذ الشمالية او في حائل والجوف في السعودية ويكون عملها من مغيب الشمس حتى الفجر.